# ائتلاف امید و امنیت هرمز
ائتلاف برای امید و امنیت هرمز یا به اختصار ائتلاف برای امید هرمز یا حب و امید، طرحی‌است که حسن روحانی به عنوان محور سخنرانی خود در سازمان ملل در سال ۱۳۹۸ از آن یاد کرد؛ طرحی برای تشکیل ائتلاف دریایی و به گفتهٔ حسن روحانی به‌منظورِ یک همکاری دسته جمعی، درونِ منطقه خلیج فارس است، این طرح در چارچوب سازمان ملل مطرح شده و صرفاً امنیتی نیست، بلکه اقتصاد و سایر مسائل را شامل می‌شود که براساس آن همهٔ کشورهای منطقه در آن دخیل خواهند بود؛ منطق این طرح، امنیت درون زا برای خلیج فارس و تنگه هرمز است و این ابتکار چرخشی از مفهوم خرید امنیت به سمت اتکا به خودِ مردمِ منطقه و همکاری میان آنهاست. در خبرگزاری جمهوری اسلامی، از این طرح بعنوان ابتکار حسن روحانی در مجمع عمومی سازمان ملل برای کاهش تنش‌ها در منطقه نام برده شده‌است. گفته می‌شود این پیشنهاد، مستند به «بند ۸ قطعنامه ۵۹۸ شورای امنیت» است.

## کشورهای مشمول شده در طرح ائتلاف برای امید هرمز
ائتلاف دریایی حب و امید در خلیج فارس در ابتدا کشورهای ایران، عراق، عربستان سعودی، بحرین، امارات متحده عربی، قطر، عمان، کویت و احتمالاً یمن را در بر می‌گیرد.